# L'Ouest sauvage et nu
Pour plus de détails, voir Fiche technique et Distribution.
L'Ouest sauvage et nu (Tonight for Sure) est une comédie érotique américaine coréalisée par Francis Ford Coppola et Jerry Shaffer, sortie en 1962. Le film combine des images d'un court métrage de Coppola intitulé The Peeper ainsi que d'un projet de western inachevé de Shaffer se déroulant dans une colonie nudiste. Plusieurs de ces scènes sont représentées sous forme de flashbacks ou de rêves afin de conserver un certain sens de la continuité.

## Synopsis
Sur le Sunset Strip de Los Angeles, deux hommes improbables se rencontrent : Samuel Hill, un mineur du désert mal dégrossi, et Benjamin Jabowski, un dandy de la John Birch Society de la ville. Décidés à semer la pagaille, ils entrent au Herald Club avant le début du spectacle burlesque et branchent quelque chose sur le boîtier électrique, réglé pour exploser à minuit. Ils s'installent au fond du club pour faire connaissance. Tout en buvant et en regardant la scène, Sam parle d'un partenaire rendu fou par des visions de femmes nues dans les sagebrushes ; Ben raconte qu'il a essayé de débarrasser son quartier d'un studio de pin-up. Alors qu'ils sont de plus en plus ivres et que l'heure s'approche de minuit, ils rapprochent leurs chaises des femmes sur scène.

## Fiche technique
- Réalisation : Francis Ford Coppola
- Scénario : Francis Ford Coppola et Jerry Shaffer
- Musique : Carmine Coppola
- Photographie : Jack Hill
- Montage : Ronald Waller
- Société de production : Searchlight Productions
- Pays d'origine :  États-Unis
- Langue originale : anglais
- Genre : Comédie érotique, sexploitation
- Durée : 69 minutes
- Dates de sortie : 
  - États-Unis : 25 octobre 1962 (sortie limitée à Los Angeles)

## Distribution
- Karl Schanzer : Benjamin Jabowski
- Donald Kenney : Samuel Hill

## Production
Lors de sa production, Coppola était étudiant en cinéma à l'université de Californie à Los Angeles.
Marli Renfro, pin-up du magazine Playboy, fait partie de la distribution. La musique a été composée par Carmine Coppola, le père de Coppola, et la photographie par Jack Hill.